# Communauté forale de Navarre
Pour les articles homonymes, voir Navarre.
La Navarre (en basque Nafarroa, en espagnol Navarra) est un territoire vascon constitué au IXe siècle, situé sur les deux versants de l'extrémité occidentale de la chaîne pyrénéenne, axé sur l'antique voie romaine Bordeaux-Astorga, avec pour capitale Pampelune. Correspondant au royaume de Navarre, ce territoire a évolué au cours des siècles : son extension et son unité ayant été modifiées par des événements militaires, diplomatiques ou dynastiques internes et externes.
La communauté forale de Navarre est située dans le nord de l'Espagne, et fait frontière avec la France — 163 km de frontières —. Elle peut être divisée du nord au sud en trois grandes zones géomorphologiques et climatiques : la zone montagnarde, la zone centrale et la Ribera.

## Géographie

### Superficie et périmètre
La Navarre occupe actuellement une superficie de 10.400 km² et ses frontières représentent une longueur de 757 kilométres.
Il y a 163 km de frontière avec la France (frontière internationale), 255 km avec l'Aragon (32 km avec la province de Huesca et 223 km avec celle de Saragosse), 149 km avec La Rioja, et 190 km avec la communauté autonome basque (93 km avec la province d'Alava et 97 km avec celle de Guipuscoa).

### Relief et climat
La communauté forale de Navarre est située dans le nord de l'Espagne, et fait frontière avec la France. Elle peut être divisée du nord au sud en trois grandes zones géomorphologiques et climatiques : la zone montagnarde, la zone centrale et la Ribera.

#### La zone montagnarde
Elle est située dans le nord de la communauté, et s'étend sur l'extrémité est des monts basques (sous-ensemble du système cantabrique) et l'extrémité occidentale des Pyrénées. Cette zone est limitée par les massifs d'Urbasa, d'Andía, de Sarvil, de Perdón, d'Aláiz, d'Izoco et de Leire.
La zone nord-ouest s'étend  à cheval sur l'extrémité orientale des massifs basques (Cantabrie) et sur l'extrémité occidentale des Pyrénées. Elle est appelée Navarre humide, en raison de son climat d'influence océanique doux (températures moyennes de 11 à 14,5 °C) et à la pluviométrie généreuse (entre 1 400 mm et 2 500 mm de précipitations annuelles). Le relief — irrégulier et accidenté — se caractérise par la présence de nombreuses vallées : Cinco Villas, Urumea, Leizarán, Araitz, Basaburúa Menor, Doneztebe/Santesteban, Bertizarana, Baztan, Burunda, Aranaz, Arakil, Larraun, Basaburúa Mayor, Imotz, Atetz, Odieta, Ulzama et Anué.
Noter cependant que l'extrême pointe nord-ouest des Pyrénées espagnoles se trouve non dans la communauté autonome forale de Navarre mais dans la communauté autonome du Pays basque : Hondarribia (Fontarrabie en français), qui occupe le cap du Figuier, fait partie de la province du Guipuscoa.
Les vallées pyrénéennes composent les paysages du nord-est de la Navarre. Cette zone présente des reliefs plus homogènes, le long de la chaîne pyrénéenne, d'où s'échappent des vallées perpendiculaires à l'axe du massif : vallées de l'Arga, de l'Erro, d'Arce, d'Aezkoa, d'Almiradío de Navascués, de Salazar et de Roncal. L'altitude y croît d'ouest en est (1 459 mètres à l'Adi, 2 436 mètres à la Mesa de los Tres Reyes). Le climat est ainsi de type continental humide et froid au nord, dérivant vers un climat méditerranéen froid vers le sud et le bassin de Pampelune. On y enregistre des températures moyennes de 7 à 12 °C, et des précipitations moyennes comprises entre 900 mm et 2 200 mm.
Au sud de ces deux sous-ensembles, s'étendent les vallées pré-pyrénéennes, dans la continuation de la canal de Berdun en Aragon. Ces vallées sont au nombre de deux : celle de Pampelune et celle de Lumbier-Aoiz. On y trouve un climat de transition entre le climat méditerranéen froid et le climat méditerranéen doux, avec des températures moyennes de 10 à 13 °C, et une pluviométrie oscillant entre 700 et 1 400 mm.

#### La zone centrale
La zone centrale est une zone de transition entre la Ribera et la zone de montagne, dont on retrouve certains éléments.
La moyenne Navarre orientale (comprise entre la rivière Arga et la frontière aragonaise) est constituée d'une alternance de plaines et de reliefs peu marqués s'adossant à des montagnes douces épousant certains cours d'eau. Le climat est d'influence méditerranéenne (températures moyennes de 12,5 à 14 °C, précipitations de 450 à 750 mm).
La région dite de Tierra Estella s'étend entre la moyenne Navarre orientale et l'Alava. Il s'agit d'un ensemble de vallées, de plaines et de montagnes très hétérogène déployé autour de Tudela. Le climat y est océanique au nord (1 100 à 1 500 mm de précipitations, températures échelonnées entre 9 et 11 °C) et méditerranéen au sud (500 à 800 mm de précipitations, pour des températures comprises entre 11,5 et 13,5 °C).

#### La Ribera

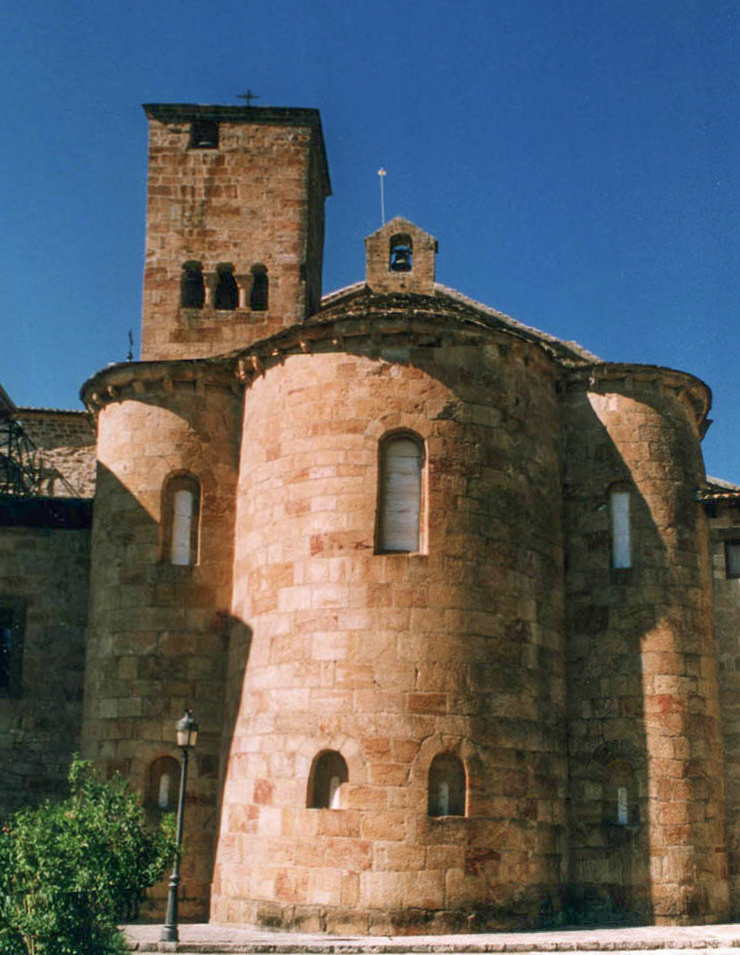
Monastère de Leyre.

La Ribera désigne la partie sud de la Navarre, qui annonce déjà les plateaux secs de Castille. La distinction qui est souvent faite entre Ribera Tudelana (autour de Tudela) et Ribera Estellesa (autour de Estella) est due davantage à des critères culturels que géographiques, les différences physiques entre ces deux contrées étant très minces. La Ribera se caractérise par un relief très accidenté et peu élevé (crêtes, fossés, plateaux, etc.). Le climat y est de type méditerranéen continental, marqué par des étés secs, des vents soutenus, de forts contrastes thermiques annuels, et un régime pluviométrique de faible intensité (moins de 500 mm de précipitations annuelles). La vallée de l'Èbre apporte les recours hydrauliques nécessaires au développement de l'agriculture, grâce notamment à l'irrigation.

### Hydrographie et végétation
La zone nord de la Navarre est traversée par de très nombreux cours d'eau dont le débit puissant et régulier est assurée par des conditions climatiques idoines. Ces rivières se divisent en deux versants: le versant cantabrique et le versant méditerranéen. Celles du versant cantabrique se jettent dans le golfe de Gascogne (Nive, Nivelle, Bidassoa, Urumea, Leizarán, Araxes...). Celles du versant méditerranéen rejoignent l'Èbre ou ses affluents (Arga, Arakil, Larraun, Ultzama, etc.) et la mer Méditerranée. Il n'est donc pas étonnant de voir dans cette région une alternance d'épaisses forêts de chênes, sapins, pins sylvestres, hêtres, châtaigniers, de grandes prairies et pâturages, mais aussi de landes.
Dans la zone centrale les cours d'eau sont moins nombreux, mais la plupart d'entre eux descendant des montagnes, ils présentent un débit régulier et puissant, les principaux d'entre eux sont l'Ega et l'Urederra. La végétation répond au climat plus sec : moins de forêts de hêtres, de chênes et de sapins, mais des massifs mixtes de chênes rouvres et chênes verts alternant avec la garrigue.
La Ribera, plus sèche, présente une végétation très méditerranéenne. Les forêts y sont absentes et la garrigue règne en maître.

### Démographie
La population de la Navarre s'élève à 636 142 habitants (1er janvier 2015), contre un peu plus de 500 000 en 1980. L'augmentation de la population a été rapide et soutenue — quoiqu'en deçà de la moyenne nationale de l'Espagne —, mais n'a pas été égale sur tout le territoire de la communauté. Ainsi, les grands centres urbains — au premier rang desquels Pampelune — ont vu s'accroître leur population, tandis que les vallées pyrénéennes et la zone centrale continuent à perdre des habitants.
Aujourd'hui donc, la majeure partie de la population est installée dans l'agglomération pamplonaise et dans la Ribera. 42,3 % de la population réside dans des villes de plus de 20 000 habitants (Pampelune, Tudela, Barañáin), et 39,2 % dans des communes de 2 000 à 20 000 habitants. Le reste se répartissant dans les villages à la population inférieure à 2 000 habitants.
La Navarre ne doit pas sa vitalité démographique à son solde naturel, mais à l'immigration, phénomène ayant tendance à s'accentuer dans toute l'Espagne. En 2006, les étrangers représentent ainsi 9,1 % de la population navarraise. Communauté riche et prospère, la Navarre attire les migrants, qui s'établissent en priorité dans la région de la Ribera.

## Histoire

### Intégration à la Couronne de Castille
En 1512, Ferdinand d'Aragon, assurant la régence de Castille selon les vœux de sa femme Isabelle, décédée en 1504, avance d'obscurs liens familiaux[non neutre] pour s'emparer plus ou moins[Quoi ?] légalement du royaume de Navarre, au grand dam de la famille gasconne des Albret, titulaire légitime du trône. L'intervention de François Ier permet de maintenir la Basse-Navarre (juridiction de Saint-Jean-Pied-de-Port) dans le patrimoine des Albret, et donc dans la mouvance française.
La Navarre historique se retrouve définitivement séparée en deux entités, malgré les tentatives de François Ier pour reprendre la partie péninsulaire de la Navarre.
La Haute-Navarre (ou Navarre péninsulaire, l'actuelle communauté forale) est intégrée à la Couronne de Castille, tout en conservant son statut de royaume, et, de ce fait, un très haut degré d'autonomie vis-à-vis du pouvoir central. Cette autonomie sera remise en cause une première fois avec l'arrivée sur le trône d'Espagne des Bourbons, lesquels, venant du très centralisateur royaume de France, tentent d'appliquer de manière minimale le modèle français en Espagne.
Le 30 novembre 1833, le régime libéral en place procède au découpage de l'Espagne en 48 provinces, sur le modèle des départements français. La Navarre perd son statut de royaume, et est constituée en province, avec pour capitale Pampelune. Une loi de 1839 vient cependant confirmer ses fors, qui seront abolis en 1876-77, marquant la fin du processus centralisateur.

### République, guerre d'Espagne et dictature

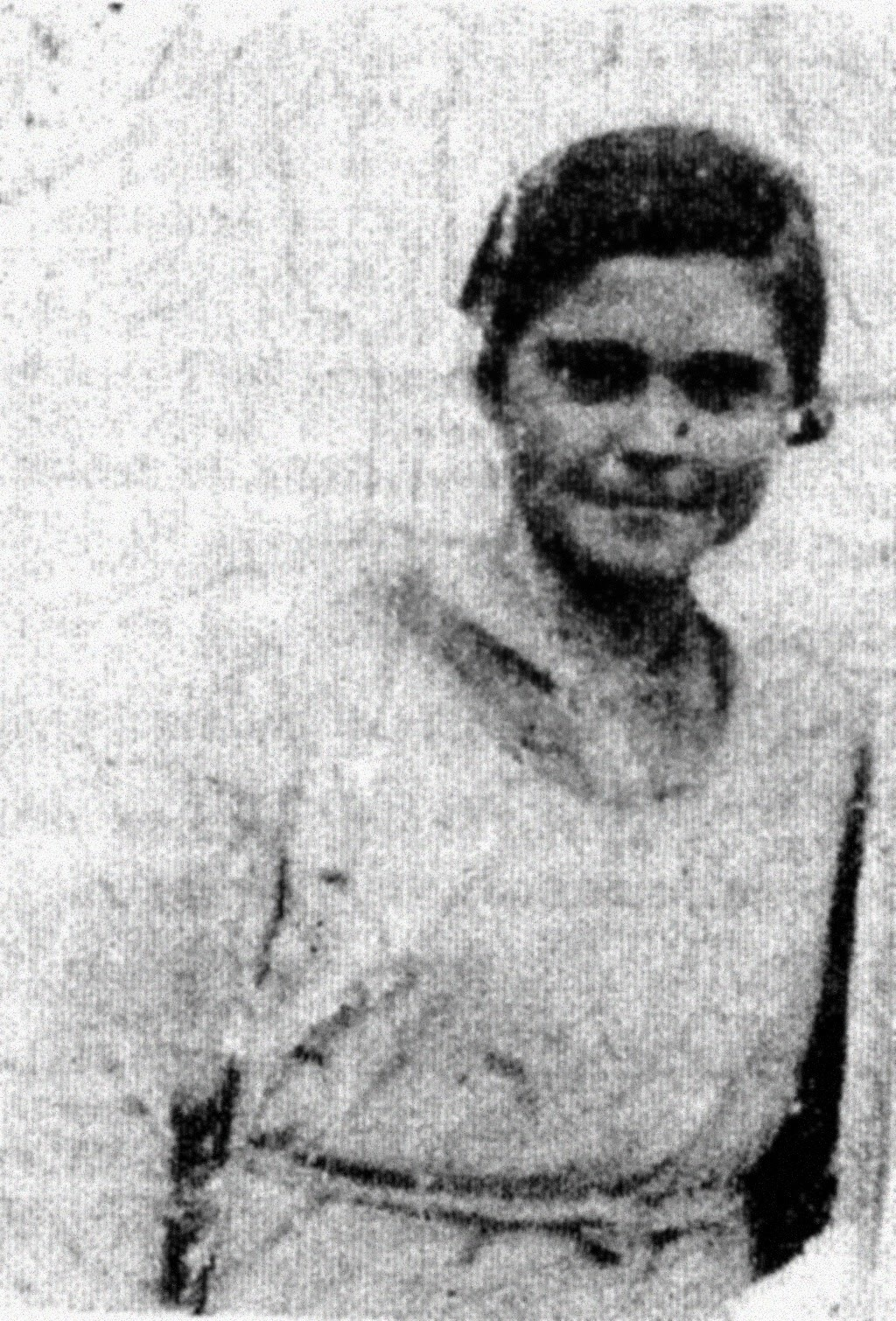
L'adolescente navarraise Maravillas Lamberto, violée et assassinée en 1936 pendant la guerre d'Espagne.

La Navarre reste très conservatrice sous la République proclamée en 1931. Lors du soulèvement nationaliste de 1936, elle est le lieu d'exaction de martyrs politiques célèbres, comme la jeune navarraise Maravillas Lamberto. La Navarre se verra toutefois récompensée par le général Franco pour son soutien lors de la Guerre civile de 1936-1939. Le dictateur lui octroie un rétablissement, certes limité, de son régime foral.

## Économie

### Tendances générales
La Navarre a été traditionnellement perçue comme une petite région agraire au faible développement économique, et ce, en dépit de la proximité des industries basques.
Depuis le Programme de promotion industrielle lancé par l'administration forale en 1964, la région a toutefois connu un développement spectaculaire, confirmé par les nouvelles compétences dévolues par l'État lors de la Transition espagnole (Constitution de 1978 et Statut d'Autonomie de 1982). Les pouvoirs publics navarrais, profitant de l'excellente position géographique de la Navarre (sur les axes Méditerranée-Atlantique et France-Espagne) et de l'autonomie fiscale, ont su développer les infrastructures et encourager la création et l'implantation d'entreprises, dans les domaines de l'industrie et des services notamment. Le développement d'un excellent service public d'éducation et de recherche a nettement contribué à renforcer cette tendance.
La population navarraise était jusque dans les années soixante employée pour moitié dans le secteur agricole. Ce chiffre a pu être ramené autour de 6 %, tandis que la part de l'emploi industriel dans la population active tourne désormais autour de 32 %. Le taux de chômage s'y établit désormais à 5,7 % de la population active, un des chiffres les plus bas de toute l'Union européenne. En 2004, le PIB par habitant atteint 23 156 euros, tandis que le taux de croissance s'établit à 3,4 % annuels. Cette croissance est soutenue par un commerce extérieur dynamique.

### Tendances par secteur

#### L'agriculture
L'activité agricole reste très bien implantée en Navarre. La Communauté forale dispose en effet d'une variété de climats et de paysages permettant une grande diversité dans la production. Le nord — montagnard et humide, marqué par des paysages de forêts et de prairies — est très fortement tourné vers le pastoralisme. L'élevage bovin, mais surtout ovin y est très développé, ainsi que la culture du maïs. Les productions de la zone centrale de la Navarre sont davantage orientées vers les cultures céréalières, fourragères et fruitières. La zone sud de la Ribera possède de nombreuses surfaces viticoles, mais aussi maraîchères.

D.O de Navarre versus D.O.C. Rioja.

Grâce à cette diversité, la communauté a su se tourner vers une agriculture dont elle commercialise des produits protégés par une appellation d'origine (Denominación de Origen).
| - Vins de Navarre (Vino de Navarra) - Vins de Rioja (Vino de Rioja) - Poivrons de Piquillo (Piquillo de Lodosa) - Asperges de Navarre (Espárrago de Navarra) - Artichaut de Tudela (Alcachofa de Tudela) | - Fromage de Roncal (Queso Roncal) - Fromage d'Idiazabal (Queso Idiazabal) - Veau de Navarre (Ternera de Navarra) - Patxaran navarrais (Pacharán Navarro) - Aliments artisanaux (Alimentos Artesanos) |

#### L'industrie
L'industrie navarraise, caractérisée par de nombreuses petites et moyennes entreprises, est très nettement localisée dans deux zones : la vallée de l'Èbre et la région de Pampelune. Formée de nombreuses entreprises autochtones, l'industrie locale compte également sur la présence de grands groupes industriels nationaux, européens et internationaux.
Deux activités ressortent par leur importance : l'automobile et les biens d'équipement. L'industrie agroalimentaire joue également un rôle important dans cet ensemble. C'est en grande partie grâce au secteur industriel que la Navarre a pu faire croître son niveau de vie, et l'industrie continue à exercer un poids non négligeable dans l'économie forale, par sa capacité à exporter et par sa haute valeur ajoutée due à un niveau technologique très élevé.

#### Le secteur tertiaire
Un des faits significatifs des vingt dernières années a été la montée en puissance du secteur des services dans l'économie navarraise. Le secteur représente à l'heure actuelle plus de la moitié des emplois et du PIB de la Communauté. Le tourisme (chemins de Saint-Jacques, tourisme vert, fêtes de San Fermín, etc.), les services aux entreprises, l'immobilier notamment contribuent à la vitalité du secteur.

## Organisation politique et administrative
L'organisation juridico-administrative actuelle de la Navarre est directement issue de la Transition démocratique espagnole ayant suivi la mort de Franco. Durant les années 1975 à 1982 sont adoptés les deux textes qui régissent aujourd'hui le fonctionnement de la Communauté : la Constitution espagnole de 1978 et le statut d'autonomie de 1982.

### Constitution de la Communauté forale
Durant la Transition démocratique (1975-1978), la Navarre se constitue seule en communauté autonome, refusant de se joindre aux trois provinces basques voisines, qui souhaitent former avec elle une seule et même communauté. Néanmoins, une disposition transitoire de la Constitution espagnole prévoit que, dans le futur, ce rapprochement pourra se faire en cas d'entente et d'accord mutuels.
Fondé sur le régime foral, le statut d'autonomie de la Navarre est consacré par la « loi organique de réintégration et d'amélioration du régime foral » (en espagnol : Ley Orgánica de Reintegración y Amejoramiento del Régimen Foral de Navarra, dite LORAFNA ou Amejoramiento). Bien qu'il donne au territoire le nom de « Communauté forale de Navarre », celui-ci constitue bien une communauté autonome au sens de la Constitution de 1978.

### Découpage administratif
La Communauté forale de Navarre se compose de 272 communes, réparties en :
- cinq merindades ;
- dix-neuf comarques ;
- cinq circonscriptions judiciaires (partidos judiciales) ;
- trois zones linguistiques.

### Institutions

Emblème du Gouvernement de la Communauté forale de Navarre.

Dotée de statuts particuliers, la Navarre ne bénéficie pas de toutes les compétences accordées aux nationalités reconnues comme historiques (nacionalidades históricas), c'est-à-dire les communautés dotées d'une identité collective, linguistique et culturelle différente du reste de l'Espagne et ayant revendiqué leur spécificité et leur droit à l'autonomie au sein du pays avant la IIe République (il s'agit de la Catalogne, de la Galice, de la Communauté autonome du Pays basque, et de l'Andalousie, qui ne se désigne cependant pas comme telle dans son statut d'autonomie).
La Navarre dispose cependant d'un niveau d'autonomie très élevé, grâce à son droit foral historique. En plus de jouir d'institutions propres comme toute communauté espagnole (Gobierno Foral, Parlamento Foral, etc.) et d'exercer les compétences prévues par la Constitution, la Navarre dispose de sa propre force de police (la Policía Foral, qui agit en collaboration avec la Garde civile et la Police Nationale espagnole), de deux langues officielles (le castillan dans toute la communauté et le basque dans la moitié nord, selon des règles fixées par la Ley Foral del Vascuence de 1986, Loi forale sur la langue basque), et surtout, de pouvoirs exclusifs en matière fiscale, privilège qu'elle partage avec les trois provinces basques.
Alors que dans toutes les communautés autonomes espagnoles, c'est l'État central qui calcule le montant de l'impôt et le récolte pour son compte et celui des communautés autonomes (auxquelles l'État reverse la part correspondante), en Navarre, cette prérogative appartient au Gouvernement foral. Celui-ci a tous pouvoirs sur l'administration fiscale, qui lui est d'ailleurs propre. Selon un fonctionnement précis déterminé en accord avec l'État, la communauté prélève et gère le fruit de l'impôt (à l'exception de la TVA et des droits de douane extra-communautaires, perçus par Madrid) puis reverse une quote-part au Gouvernement central de Madrid. Ce système est appelé Convenio Económico.

### Compétences linguistiques

Pourcentage des bascophones en Navarre.

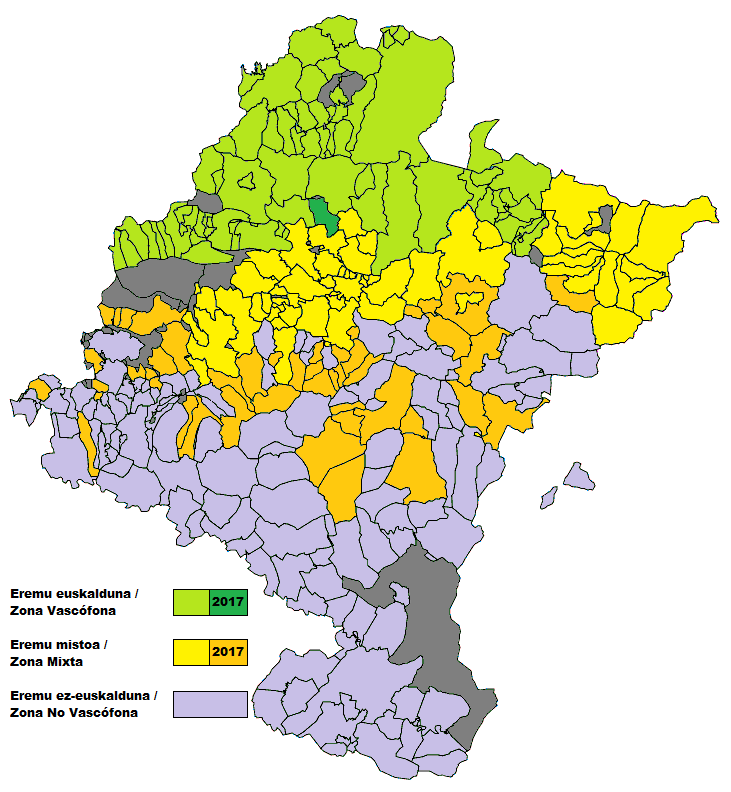
Zones linguistiques officielles en Navarre.

La Communauté forale de Navarre possède deux langues officielles. Le castillan est la langue commune à toute l'Espagne et doit être connue par tous les citoyens. L'autre, le basque, n'est officielle que dans la Communauté autonome basque et en Navarre. Une loi (la Ley foral 18/1986, de 15 de diciembre del vascuence ou Loi forale sur la langue basque du 15 décembre 1986) assure sa défense et détermine trois zones, pour autant de statuts différents de la langue basque, et de son utilisation dans la vie publique.
Dans l'ensemble de la Navarre, 2,1 % de la population est bilingue, 7 % ont pour langue maternelle le basque et 88,9 % le castillan. Selon la quatrième enquête sociolinguistique de 2006, on observe une augmentation de 2,3 % du nombre de locuteurs basques depuis le début des années 1990 et un soutien de 37,7 % des Navarrais aux politiques de promotion du basque.
Dans le détail, la Navarre est linguistiquement divisée en trois zones dans lesquelles se répartissent les cent soixante-douze communes :
- soixante-quatre communes constituent la zone bascophone, où le castillan et le basque ont un statut de coofficialité :

Abaurregaina, Abaurrepea, Altsasu, Anue, Araitz, Arantza, Arano, Arakil, Arbizu, Areso, Aria, Aribe, Arruazu, Auritz, Bakaiku, Basaburua, Baztan, Bera, Bertizarana, Betelu, Donamaria, Doneztebe, Etxalar, Etxarri Aranatz, Elgorriaga, Eratsun, Ergoiena, Erro, Esteribar, Acorn, Garaioa, Garralda, Goizueta, Hiriberri (Aezkoa), Igantzi, Imotz, Irañeta, Irurtzun, Ituren, Iturmendi, Labaien, Lakuntza, Lantz, Larraun, Leitza, Lekunberri, Lesaka, Luzaide, Oitz, Olazagutia, Orbaizeta, Orbara, Roncevaux, Saldias, Sunbilla, Ultzama, Urdazubi, Urdiain, Urrotz, Uharte Arakil, Ziordia, Zubieta, Zugarramurdi.
En 2017, une localité est rajoutée à la zone bascophone : Atetz.
- Quatre-vingt-dix-huit communes[4] constituent la zone mixte où des services bilingues sont prévus à l’intention des locuteurs basques :

Abárzuza, Ansoáin, Aoiz, Arce-Artzi, Atetz, Barañáin, Bidaurreta, Burgui, Burlada, Cendea de Cizur, Cendea de Olza, Ciriza Etxarri, Esparza de Salazar, Estella-Lizarra, Etxauri, Ezcabarte, Ezcároz, Garde, Goñi, Güesa, Guesálaz, Huarte-Uharte, Isaba, Itza, Izalzu, Jaurrieta, Juslapeña, Lezaun, Lizoain-Arriasgoiti, Ochagavía, Odieta, Oláibar, Oroz-Betelu, Pampelune, Puente la Reina-Gares, Roncal-Erronkari, Salinas de Oro, Sarriés, Urzainqui, Uztárroz, Vallée d'Egüés, Vallée d'Ollo, Vallée d'Yerri, Vidángoz, Villava ;
En 2017, quarante-quatre localités sont rajoutées à la zone mixte. Abáigar, Adiós, Allín, Améscoa Baja, Ancín, Anorbe, Aranarache, Arellano, Artazu, Bargota, Beriáin, Biurrun-Olcoz, Cabredo, Cirauqui, Dicastillo, Enériz, Eulate, Gallués, Garínoain,Izagaondoa, Larraona, Leoz, Lerga, Lónguida, Mendigorría, Metauten, Mirafuentes, Murieta, Obanos, Oibar, Olite-Erriberri, Oteiza, Pueyo, Sangüesa-Zangoza, Tafalla, Tiebas-Muruarte de Reta, Tirapu, Ujué-Uxue, Unzué, Urraúl Bajo, Urroz-Villa, Villatuerta et Zúñiga.
- cent-dix communes sont dans la « zone non-bascophone » où seul le castillan est langue officielle :

ce sont toutes les autres communes, principalement au sud-est de la communauté forale. Elles constituent la majorité du territoire.